# Carabina Mike tuona sul Texas
Carabina Mike tuona sul Texas (The Marksman) è un film del 1953 diretto da Lewis D. Collins.
È un film western statunitense con Wayne Morris, Elena Verdugo e Frank Ferguson.

## Produzione
Il film, diretto da Lewis D. Collins su una sceneggiatura di Daniel B. Ullman, fu prodotto da Vincent M. Fennelly per la Westwood Productions e girato nell'ottobre 1952.

## Distribuzione
Il film fu distribuito con il titolo The Marksman negli Stati Uniti dal 12 aprile 1953 al cinema dalla Allied Artists Pictures.
Altre distribuzioni:
- in Italia (Carabina Mike tuona sul Texas)
- in Spagna (El tirador infalible)

## Promozione
La tagline è: HIS GUN-SIGHT WAS A DEATH TRAP...for every killer who tried to cross it!.